# Radio Disney (Chile)
Radio Disney es una estación radial chilena ubicada en el 95.3 MHz del dial FM en Santiago de Chile, que forma parte de la red de Radio Disney Latinoamérica. Incluye tanto música en inglés como música latina, principalmente géneros populares como el reguetón, bachata y pop tropical. Cuenta con una red de 5 emisoras a lo largo de Chile, además transmite vía Internet en el resto del país y en todo el mundo.
Emitió por primera vez el 1 de octubre de 2008, en reemplazo de Cariño FM, aunque fue lanzada oficialmente el 28 de noviembre de ese mismo año. Desde sus inicios hasta octubre de 2020, fue operada por el Grupo Dial, propiedad de Copesa. A partir de noviembre de 2020, Megamedia se asocia con The Walt Disney Company Latin America y quedó con la licencia de Radio Disney, trasladándose el 9 de noviembre de 2020, al 95.3 MHz de Santiago, en reemplazo de Radio Candela.
Su voz institucional es el periodista y locutor Stavros Mosjos, desde el 1 de mayo de 2024. Anteriormente, desde noviembre de 2008 hasta abril de 2024, fue el actor de doblaje chileno Jorge Lillo Godoy. 

## Historia

### Primera etapa: Grupo Dial (2008-2020)

Primer estudio de Radio Disney Chile en Grupo Dial (2008-2014)

La radio nació el 1 de octubre de 2008, en reemplazo de la radio Cariño FM, siendo el noveno país de Latinoamérica que recibía el formato. Al igual que sus variantes regionales, la radio realizaba concursos como La Guitarra Autografiada, Poleras Autografiadas, Meet and Greet, entradas a conciertos y estrenos cinematográficos. Se presentaban entrevistas a varios de los artistas que formaban parte de la parrilla musical y enlaces en directo con varios eventos musicales.
Su directora fue la periodista Rosario Avaria.
Disney utilizó la frecuencia 104.9 MHz en Santiago. Esta frecuencia fue usada antes por Nina FM, entre el 25 de mayo de 1990 y el 29 de diciembre de 2006, y por Cariño FM, entre el 1 de marzo de 2007 y el 1 de octubre de 2008. En febrero de 2010 se suma la frecuencia en el Gran Valparaíso, 102.1 MHz, ex Radio Zero.

Segundo estudio de Radio Disney Chile en Grupo Dial (2014-2019)

Tercer estudio de Radio Disney Chile en Copesa (2019-noviembre de 2020)

### Segunda etapa: Megamedia (2020-presente)
El 16 de octubre de 2020, mediante un comunicado emitido por Megamedia (propietarios del canal de televisión Mega y de las radios Carolina, Infinita, Tiempo y Romántica), se dio a conocer la alianza que Radio Disney y Megamedia firmaron para la operación de Radio Disney y que se trasladaría sus operaciones desde Copesa a Megamedia Radio y su señal pasaría del 104.9 FM al 95.3 FM; esto implicó el fin definitivo de Radio Candela, decisión tomada debido a que era una de las emisoras del consorcio más afectadas por la crisis económica, fundamentalmente por temas publicitarios.
Radio Candela finalizó sus emisiones el 30 de octubre de 2020. A contar del 9 de noviembre de 2020 Radio Disney se traslada al 95.3 FM, como sucesora de "La 95 3", emisora de transición entre Candela y Disney que estuvo al aire una semana. En esta misma fecha, la emisora se incorpora por primera vez al 94.1 MHz en Arica, 98.3 MHz en Iquique, 90.9 MHz en San Antonio y 97.3 MHz en el Gran Concepción, frecuencias que fueron utilizadas por la extinta Radio Candela. Al cambiar de concesionario, las dos frecuencias de Copesa que hasta ese entonces emitían Radio Disney (104.9 MHz de Santiago y 102.1 MHz del Gran Valparaíso) pasaron a emitir Paula FM, que desde 2017 emitía solo vía internet.
En esta etapa, su director es Jorge Méndez de la Fuente (también director de Radio Carolina y Romántica; y que tenía a su vez a Candela), mientras que Rosario Avaria asume la subdirección.

## Programación
La programación diaria de Radio Disney Chile se basa en una radiofórmula, con locuciones de continuidad de voces que cumplen determinados horarios, la programación en vivo va de lunes a viernes de las 6 de la mañana hasta las 21 horas, dichas intervenciones están relacionadas con datos varios, lectura de mensajes de WhatsApp y de Twitter través del hashtag #RDChile (ya que Radio Disney en Chile no cuenta con redes sociales propias, sólo su perfil de Instagram). Además, expresos musicales de 30 minutos en la mañana, mediodía y tarde; triples de canciones, titulares deportivos de ESPN y noticias de artistas musicales favoritos en 30 segundos.
- "El despertador de Radio Disney": lunes a viernes de 6:00 a 10:00
- "Solo Baladas": espacio de baladas pop en español e inglés
- "Solo Nacional": espacio de música pop chilena
- "Ranking Radio Disney": revisión de los principales temas del momento

## Frecuencias

### Actuales
- 95.3 MHz (Santiago)
- 94.1 MHz (Arica)
- 98.3 MHz (Iquique)
- 90.9 MHz (San Antonio)
- 97.3 MHz (Gran Concepción)

### Anteriores
- 104.9 MHz (Santiago); antes Radio Paula de Grupo Dial/Copesa, Radio Colo Colo de Omar Gárate, hoy Radio Amor, todas sin relación con Mega Media.
- 102.1 MHz (Gran Valparaíso); antes Radio Paula de Grupo Dial/Copesa, hoy Radio Beethoven, ambas sin relación con Mega Media.